# Aparell sexual masculí
El sistema reproductor masculí humà consta d'una sèrie d'òrgans sexuals que són part del procés de reproducció humana, aquests òrgans sexuals es troben, en gran part, fora del tronc, al voltant de la regió pelviana.
Els testicles produeixen els espermatozoides i, simultàniament, alliberen a la sang les hormones sexuals masculina, la testosterona. Un sistema de conductes, formats per l'epidídim i els conductes deferents, emmagatzemen els espermatozoides i els condueixen a l'exterior a través del penis.
Durant les relacions sexuals es produeix l'ejaculació, procés que consisteix en l'alliberació del líquid seminal o més conegut com a semen.
El semen està compost principalment d'espermatozoides i, diverses secrecions de les glàndules sexuals que són la pròstata i les glàndules bulbouretrals. Els espermatozoides madurs són cèl·lules allargades, aproximadament, 60 micres de llarg. Està format pel cap i la cua. Al cap hi conté els 23 cromosomes aportats per l'home.

## Funció endocrina de l'aparell reproductor masculí
L'aparell reproductor masculí té dues funcions molt distingides. En primer lloc, és el responsable de l'espermatogènesi, és a dir, la formació d'espermatozoides. Per altra banda, els testicles són els responsables de secretar la testosterona, són un òrgan endocrí. En menys quantitat, però també es segrega estrògens, hormona sexual femenina.
La testosterona, hormona sexual masculina, té diverses funcions a l'organisme dels homes. En primer lloc, intervé en el desenvolupament embrionari dels genitals, també és el responsable de l'impuls sexuals i finalment, manté l'espermatogènesi.

## Parts de l'aparell reproductor masculí
L'aparell reproductor masculí està format per diferents òrgans els quals tenen la seva funció. Aquest òrgans els podem classificar en interns i externs.

### Òrgans interns
Les part de l'aparell reproductor masculí que es troben a la part interna són: vesícula seminal, conductes deferents i els conductes ejaculadors.

#### Vesícula seminal
La vesícula seminal, està formada per dos conductes allargats, localitzats per darrere de l'anus i aproximadament, a la base de la bufeta urinària. Cada un d'ells està connectat a un conducte deferent i junts, formen el conducte ejaculador. La vesícula té la funció de segregar una substància espessa risc en proteïnes i frustucosa que s'uneix al semen.
Cada vesícula seminal és un túbul lobulat, revestit per l'epiteli secretor que secreta un material mucoide ric en fructosa i altres substàncies nutritives, així com grans quantitats de prostaglandines i fibrinògens, durant el procés d'emissió i d'ejaculació, cada vesícula buida el seu contingut al conducte ejaculador, poc temps després que el conducte deferent buidi els espermatozoides. Això, augmenta notablement el volum de semen ejaculat.

#### Conductes deferents
Els conductes deferents són els encarregats de transportar el semen, al penis, durant l'excitació sexual. Aquests comencen al final de l'epidídim i s'allarguen fins a la vesícula seminal. La vasectomia és un mètode d'esterilització en el qual els conductes deferents són tallats.

#### Conductes ejaculadors
El conductes ejaculadors són dos tubs allargats d'entre 2 i 2, 5 cm. Estan formats per la unió de la vesícula seminal i el conducte deferent, tenen de la funció de transportar el semen fins a uretra prostàtica per expulsar-lo a l'exterior.

### Òrgans externs

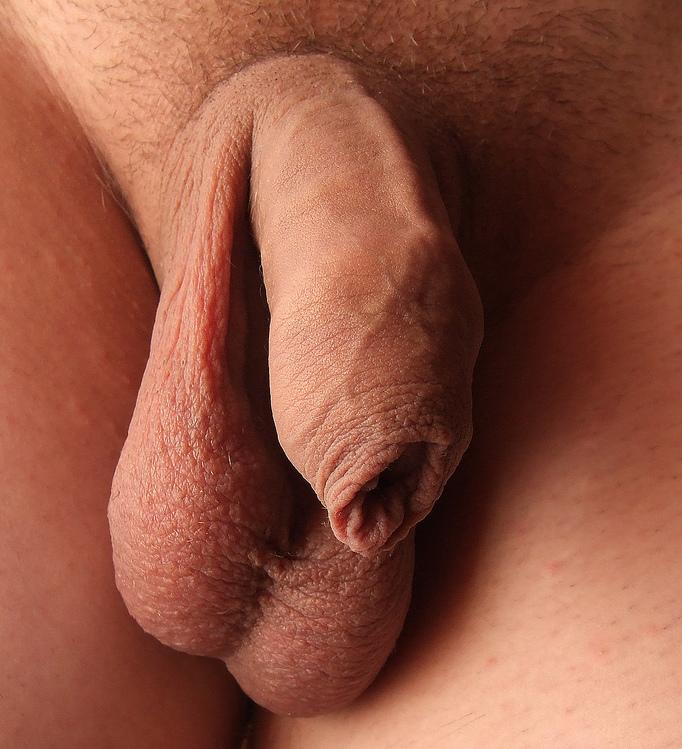
Òrgans genitals masculins externs

Els òrgans externs que formen l'aparell reproductor masculí són: testicles, epidídim, escrot i penis.

#### Testicles
Els testicles són dues glàndules localitzades una a cada costat del penis. Aquestes representen les gònades masculines i són les encarregades de segregar els espermatozoides i les hormones sexuals masculines.
Cada un d'ells, dins del seu interior, hi ha els tubs seminífers que produeixen els espermatozoides. Entre aquest tubs hi ha les cèl·lules que produeixen hormones sexuals masculines, cèl·lules de Leydig.

#### Epidídim
L'epidídim, unit a cada un dels testicles, són dos estructures d'aproximadament 3-4cm. Als epidídims s'emmagatzemen els espermatozoides durant el procés de maduració. La cua de l'epidídim s'uneix al conducte deferent en el qual aboca els espermatozoides per ser ejaculats a l'exterior.

#### Escrot
L'escrot o sac escrotal és la bossa que cobreix i allotja als testicles fora de l'abdomen en els mamífers i en l'ésser humà. És una bossa de pell rugosa i prima que serveix d'embolcall extern dels testicles i llurs òrgans accessoris.

#### Penis
El penis és l'òrgan a partir del qual l'home ejacula i es localitza davant la símfisi púbica. Aquest està formar per l'arrel i el cos. L'arrel fa referència a la part de subjecció o d'unió al cos. Així doncs, el cos del penis és la part que queda lliure. A la punta d'aquest hi ha un orifici pel qual surt el semen i l'orina, és a dir, té una funció doble. La pell del penis forma el prepuci que consisteix en una doble capa de pell i té la funció de cobrir el gland.
El penis en estat normal es troba en flaccidesa. Quan s'inicia l'excitació sexual, les fibres nervioses de la mèdula espinal fan arribar sang a la zona, als anomenats espais venosos i els cossos cavernosos s'omplen d'aquesta i el penis es torna rígid i erecte (erecció). Un cop s'ha acabat l'ejaculació el penis torna al seu estat normal.